# Referéndum constitucional de Túnez de 2022
El referéndum constitucional de Túnez de 2022 se llevó a cabo el 25 de julio de dicho año. Fue organizado por la Alta Autoridad Independiente para las Elecciones para permitir que la población decidiera sobre una nueva constitución. El proyecto de constitución convierte el sistema semipresidencial de Túnez en un sistema presidencial, otorgando al presidente amplios poderes y limitando en gran medida el papel del parlamento.
La votación estuvo precedida por una consulta electrónica sobre la naturaleza del sistema político y el método de votación en las próximas elecciones legislativas. Los resultados preliminares se anunciarán del 26 al 28 de julio y los resultados finales se anunciarán el 28 de agosto de 2022 después de considerar todas las apelaciones.

## Cambios propuestos
A principios de junio de 2022, el jurista Sadok Belaïd, presidente del comité asesor para la redacción de la nueva Constitución, indicó que presentaría el anteproyecto el 15 de junio al Jefe de Estado, y que no contenía ninguna referencia al Islam , a diferencia de las Constituciones de 1959 y 2014. Sin embargo, este es ambiguo en cuanto a si se trata del país o del estado.
El texto, presentado el 30 de junio, establece un régimen presidencial y un parlamento bicameral. Los proyectos de ley presentados por el presidente reciben consideración prioritaria. El presidente nombra al gobierno sin necesidad de un voto de confianza del parlamento. Para que una moción de censura sea aprobada, debe ser votada por las dos terceras partes de los miembros de las dos cámaras del Parlamento juntos. Los binacionales ya no pueden ser candidatos presidenciales.
El Presidente de la Corte Constitucional está a cargo de la interinidad presidencial. Los diputados pueden ser revocados y un diputado no debe presentar un proyecto de ley si es un devorador de presupuesto. El presidente también nombra a los miembros del Tribunal Constitucional y Túnez se describe como miembro de la "Umma islámica" y el "Estado solo debe trabajar para la realización de los propósitos del Islam". El 3 de julio, Belaïd anunció que el texto sometido a referéndum no era el elaborado y presentado por la comisión, añadiendo que contenía "riesgos y carencias considerables". La Constitución puede ser reformada a iniciativa del Presidente o de la tercera parte de los diputados. El decreto de septiembre de 2021 seguirá siendo válido hasta la elección de un nuevo Parlamento.
Se suprime el Consejo Superior de la Judicatura y se sustituye por tres consejos para cada uno de los tres órdenes judiciales. A propósito del artículo 5 que se modifica respecto a su anteproyecto, Belaïd denuncia un riesgo de "reconstrucción del poder de los religiosos" y un "retorno a la edad oscura de la civilización islámica". El Presidente de la República reconoce el 8 de julio que se han cometido errores y anuncia que hará correcciones y aclaraciones al proyecto de Constitución que se publican esa misma noche en el Boletín Oficial de la República de Túnez. Entre los cambios realizados, se añade al artículo 5 la frase “en el marco de un sistema democrático” para mitigar la de los "principios del Islam" así como la alusión a las "buenas costumbres". para limitar las libertades que se retira.

## Resultados
La participación fue del 30,5%, según las cifras oficiales publicadas por el comité electoral de Túnez. Como no había un requisito mínimo de participación para que el referéndum fuera válido, se declaró aprobada la nueva constitución.
| Pregunta                                                           | Electores registrados | Participación | Sí        | Sí    | No      | No   | Nulos  | Total     | Resultado |
| Pregunta                                                           | Electores registrados | Participación | Votos     | %     | Votos   | %    | Nulos  | Total     | Resultado |
| ------------------------------------------------------------------ | --------------------- | ------------- | --------- | ----- | ------- | ---- | ------ | --------- | --------- |
| ¿Apoya el nuevo proyecto de constitución de la República Tunecina? | 9,278,541             | 30.5%         | 2,607,884 | 94.60 | 148,723 | 5.40 | 73,487 | 2,830,094 | Aprobado  |
| Fuente: ISIE                                                       |                       |               |           |       |         |      |        |           |           |